# Everetts lijster
Everetts lijster (Zoothera everetti) is een vogelsoort uit de familie van de Turdidae (lijsters). De lijster is in 1892 door Richard Bowdler Sharpe geldig beschreven en als eerbetoon vernoemd naar de Britse koloniaal ambtenaar en verzamelaar Alfred Hart Everett.

## Kenmerken
De Everetts lijster is een middelgrote lijster, 23 cm lang, ongeveer zo groot als een zanglijster. Het is een uiterst schuwe vogel die leeft op de bosbodem in de berggebieden van Sabah en Sarawak in tropisch hellingbos op een hoogte tussen de 1200 en 2300 meter boven de zeespiegel.
De vogel is donkerbruin van boven, naar de kop toelopend wat lichter met een vuilwitte keel. Op de borst een roestrode vlek en een lichte buik en lichtgekleurde poten.

## Verspreiding en leefgebied
De Everetts lijster is een endemische vogelsoort in berggebieden in Noord-Borneo.

## Status
De Everetts lijster wordt bedreigd door het verloren gaan van leefgebieden, vooral in de lager gelegen streken van zijn verspreidingsgebied waar ontbossingen plaatsvinden. Daarom staat deze lijstersoort als gevoelig op de internationale rode lijst.